# Korálice trojklaná

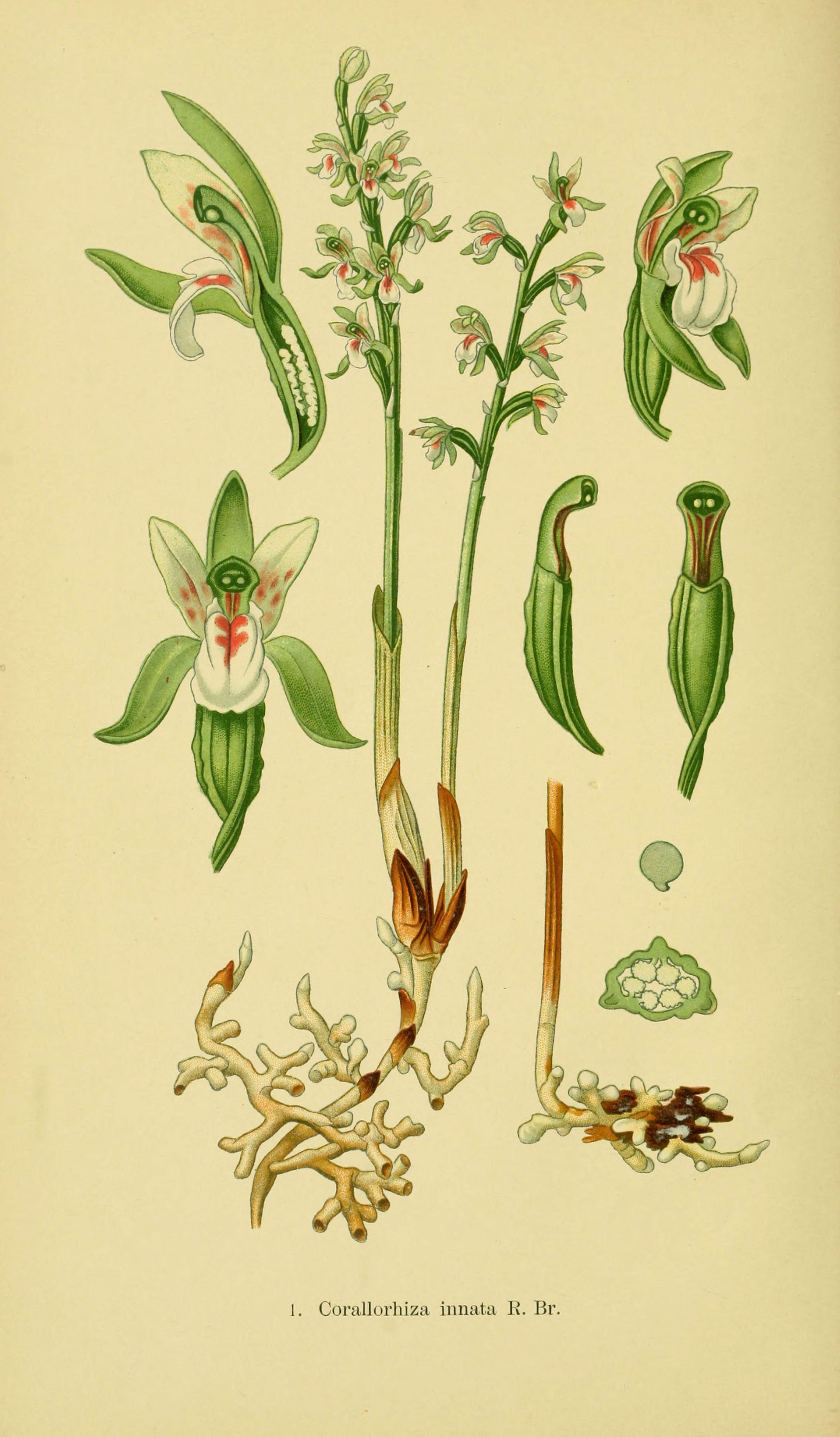
Nákres korálice trojklané

Korálice trojklaná (Corallorhiza trifida) je subtilní, někdy jen 10 cm vysoká vytrvalá rostlina, jedna z nejméně nápadných orchidejí. Roste v lesním šeru v kypré půdě a dostává jen minimum světla. Je v české přírodě jediný druh rodu korálice, vyskytuje se velmi omezeně a je zákonem chráněna jako rostlina ohrožená vyhynutím. Roste v silně zastíněném prostředí a téměř nemá chlorofyl. Je tzv. mykotrofní rostlinou, výživné látky si nevytváří fotosyntézou, ale čerpá je z mycelia hub na jejíchž existenci je trvale závislá.

## Rozšíření
Rostlina je cirkumpolárně rozšířena v obrovském areálu, kde se vyskytuje ostrůvkovitě. Tato oblast vede od severních oblastí Kanady po velké části Spojených států a částečně i Grónska, dále pokračuje přes téměř celou Evropu, Sibiř, Střední i Jihozápadní Asii až do severní Číny, Mongolska a přes Dálný východ až do Japonska. Vyskytuje se hlavně na chladnějších místech, v teplých oblastech vystupuje do nadmořské výšky až 3100 m. Málokde se vyskytuje hojně, ale ve státech Střední Evropy ji lze spatřit opravdu jen řídce a často je chráněnou rostlinou.
V České republice se dříve vyskytovala četněji, nyní jen ojediněle vyrůstá na Šumavě, v Krkonoších, Hrubém Jeseníku, Bílých Karpatech, Moravském krasu a v okolí Kokořína, Brna a Hanušovic. Většina těchto lokalit je soustředěna do vyšších poloh, do mezofytika a oreofytika.

## Ekologie
Bylina se vykytuje ve vlhkých, humózních, na živiny chudých listnatých i jehličnatých lesích, v neuzavřených lesních světlinách s duby, buky, habry, jedlemi nebo smrky, stejně jako na podmáčených vrchovištích i v kosodřevinách. Jen velmi vzácně se objevuje na louce po okraji lesa. Roste ve dvou odlišných biotopech. První se nachází v lesích na bazickém podkladu na místech bez bylinného patra v humózní vrstvě opadaného jehličí a listů. Druhým biotopem jsou podmáčené rašelinné lesy s mechovými porosty. Ploidie druhu bývá 2n = 38, 40, 42.
Korálice trojklaná se účastní trojstranné symbiózy se stromy rodů smrk (Picea), topol (Populus), vrba (Salix) nebo zerav (Thuja) a s houbami rodů vatička (Tomentella) a plesňák (Thelephora). Látky potřebné pro stavbu těla získává z mycelia hub, které je taktéž nedokážou vytvořit a stejně paraziticky je odebírají z kořenů zelených rostlin, ty je vytvářejí fotosynteticky. Aby mohla její semena bez endospermu vyklíčit do stadia semenáče, musí být od samého počátku propojena se symbiotickou houbou.
Předpokládalo se, že korálice trojklaná je plně odkázána na symbiózu, přesto byly v rostlině zjištěny geny pro syntézu chlorofylu a nově i samotný chlorofyl. Pravděpodobně rostlina získává od mykorhizních hub pouze okolo 52 % dusíku a 77 % uhlíku a zbytek si vyrábí sama.

## Popis
Vytrvalá, bledě žlutá až nahnědlá bylina s krátkými lodyhami vysokými jen 10 až 20 cm. Je v kyprém lesním humusu ukotvena hnědým, zduřelým a bohatě větveným oddenkem bez kořínků, který vzhledem připomíná mořské korály, odtud pochází i její rodové jméno korálice. Oddenek je intenzivně kolonizován podhoubím symbiotických stopkovýtrusných hub. Na konci každé ztlustlé části oddenku je pupen, z kterého může vyrůst nová lodyha, jenž je v dolní části porostlá jedním až třemi načervenalými, zakrnělými, šupinovitými listy tvořící úzkou pochvu.
Na konci lodyhy je řídký, nejvýše 8 cm dlouhý terminální klas se třemi až osmi odstálými, bledě žlutými, slabě vonícími květy dlouhými 1 až 1,5 cm. Květy mají drobné šupinovité listeny a nerozlišené okvětí ve dvou kruzích po třech lístcích 5 mm dlouhých. Kopinaté okvětní lístky světlé žlutozelené barvy jsou k sobě skloněné, vnější jsou po okrajích hnědočervené a vnitřní stejnobarevně tečkované. Jazykovitý pysk je tupý, trojlaločný (odtud pochází druhové jméno trojklaná), uprostřed je bílý a u báze červeně skvrnitý; ostruha není vyvinutá. Pyl je slepen do brylek. Květy rozkvétají v květnu a červnu a jsou samosprašné; někdy je i v lesním přítmí navštěvují pestřenky. Plody jsou svěšené, elipsoidní, 5 až 15 mm velké tobolky s velmi drobnými, prachovitými semeny, která mají krátkou dobu životnosti.

## Ohrožení
Korálice trojklaná je rostlinou, která sice byla i v minulosti v české přírodě poměrně vzácnou, ale v současnosti rapidně ustupuje ze svých zbylých lokalit. Děje se tak pro její silné symbiotické vazby s houbovými organismy, jež jsou velmi citlivé na změny v chemii půdy. Příčiny úbytku je nutno hledat hlavně v eutrofizaci prostředí a kyselých imisích, stejně jako ve změnách v lesním hospodaření. Pro posílení její ochrany byla zařazena ve "Vyhlášce MŽP ČR č. 395/1992 Sb. ve znění vyhl. č. 175/2006 Sb.", stejně jako v "Červeném seznamu cévnatých rostlin České republiky" z roku 2012, mezi silně ohrožené druhy (§2, C2b).

## Galerie

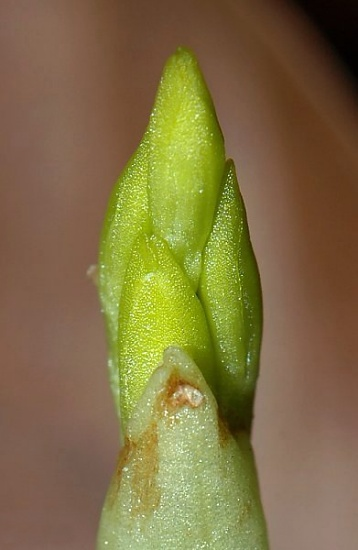
Květní pupeny
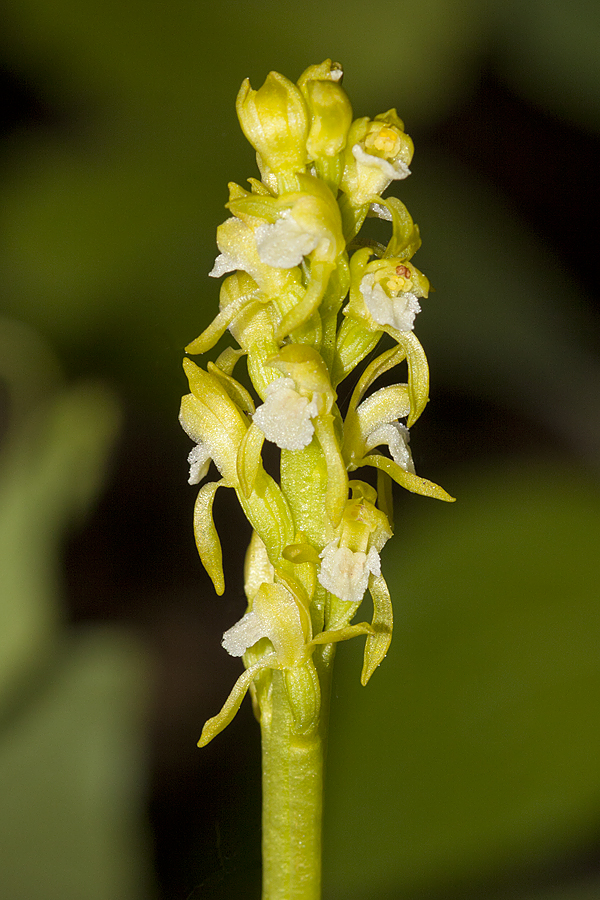
Rozvité květenství
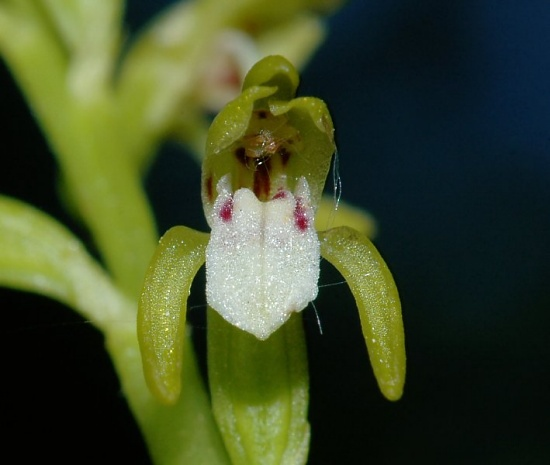
Květ
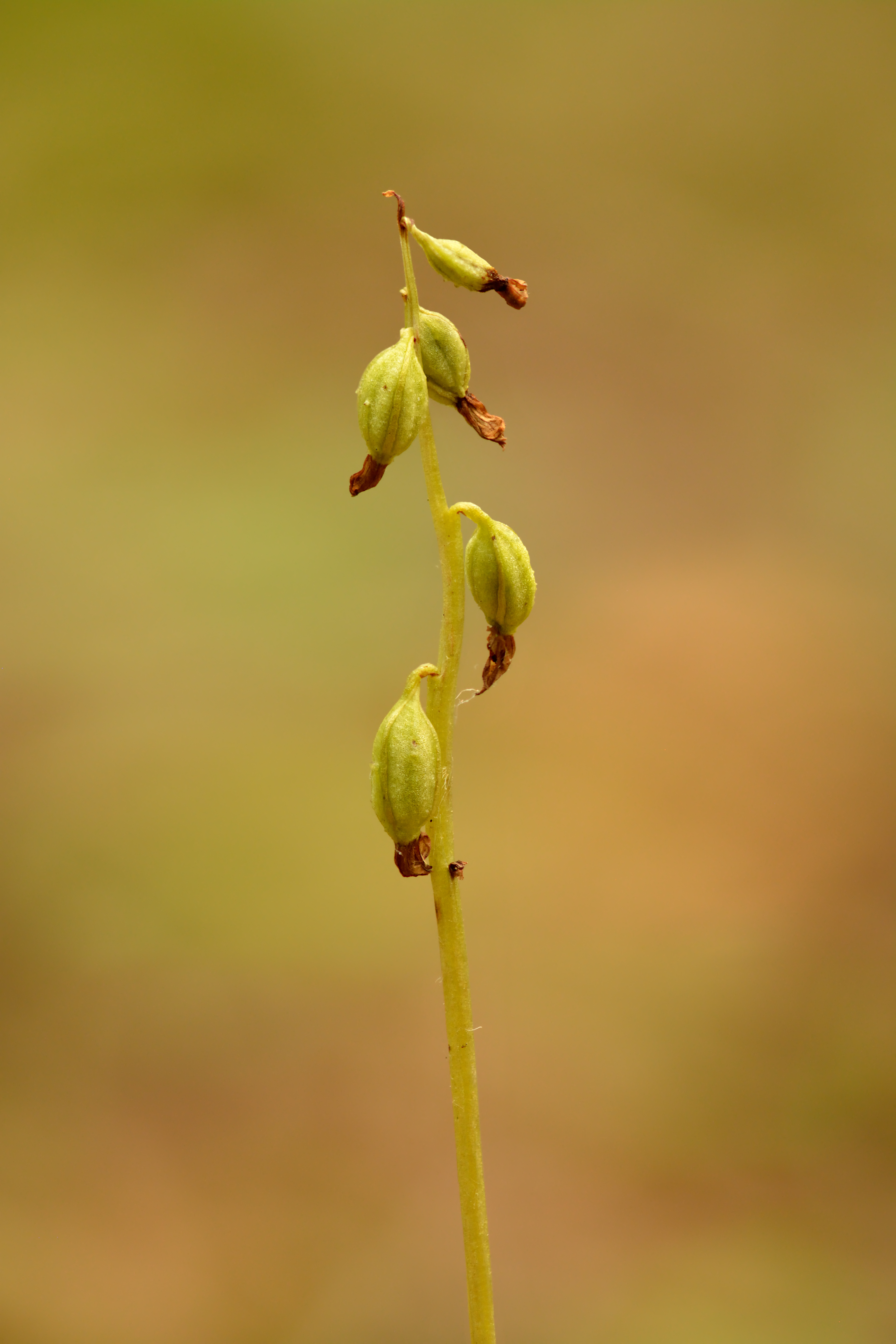
Zrající plody